# Coryllis à gorge jaune
Loriculus pusillus
Espèce
Statut de conservation UICN

 NT  : Quasi menacé
Statut CITES
Le Coryllis à gorge jaune ou Loricule à gorge jaune (Loriculus pusillus) est une espèce de psittacidé endémique de l'Indonésie.

## Répartition
Cette espèce est endémique des îles de Java et Bali en Indonésie.